# Prinzregent-Luitpold-Stiftung zur Förderung der Kunst, des Kunstgewerbes und des Handwerks in München
Die Prinzregent-Luitpold-Stiftung zur Förderung der Kunst, des Kunstgewerbes und des Handwerks in München wurde 1891 vom bayerischen Prinzregenten Luitpold gegründet.
Sie unterstützt und fördert durch Vergabe von Stipendien im Bereich Kunst, des Kunstgewerbes und des Handwerks in München oder durch Ankäufe. Sie wird verwaltet durch das Kulturreferat der Landeshauptstadt München. Auf Bewerbung werden jährlich Projekt- und Katalogzuschüsse durch eine Fachjury vergeben.
1958 stiftete die Stiftung der St.-Peter-Kirche die Jubiläumsglocke zur 800-Jahr-Feier der Stadt München.